# Guvernementet Kazan
Guvernementet Kazan var ett guvernement i Kejsardömet Ryssland, 1708-1920, motsvarande dagens Tatarstan.
Guvernementet gränsade till Nizjnij Novgorod, Vjatka, Ufa, Samara och Simbirsk. Guvernementets areal var 63 716 km2 och hade 2 592 900 invånare (1908), vilken bestod av ryssar, tatarer, tjuvasjer (mest hedningar), tjeremisser samt, i mindre antal, mordviner, votjaker m. fl. Över hälften av befolkningen var icke-slavisk. Omkring 70 procent var rysk-ortodoxa, 28,8 procent muslimer.
Området genomflöts av Volga och dess bifloder Svijaga, Kazanka, Kama (av vars bifloder Vjatka bildar östlig gräns) o. a. Till höger om Volga var Kazan 90–150 m. högt, men vänster om floden en öppen stäpp, i närheten av staden Kazan dock kuperad. Nästan hela landet hör till permiska systemet; endast längst i söder träder jura i dagen.
Av mineral fanns gips och koppar, även några mineralkällor fanns. Kazan hörde delvis till svartjordens område. Jordbruk och trädgårdsskötsel var huvudnäringarna (råg, havre, vete, lin och hampa).
Även boskapsskötseln var ansenlig (bl. a. 1,2 miljoner får), liksom fisket. I närheten av floderna fanns präktiga skogar (35 procent av ytan). Industrin sysselsatte endast omkring 10 000 personer.
Det område som blev guvernementet Kazan var i början av medeltiden huvudland i Volgabulgariska riket, på vars ruiner det mongoliska Kazankhanatet grundlades 1438 av Ulug Mehmed. Hans ättlingar fortfor att härska, tills staden Kazan intogs av Ivan den förskräcklige (1552) och riket förenades med Ryssland. Guvernementet Kazan bildades 1708, men omfattade då även en stor del av sydöstra Ryssland och fick sitt slutgiltiga omfång 1781.
Guvernementet indelades i 12 kretsar Tjeboksary, Tjistopol, Kozmodemjansk, Laisjevo, Mamadyzj, Spask, Svijazjsk, Tetjushi, Tsarevokoksjajsk, Tsivilsk och Jadrin.